# Yaron Shani
Yaron Shani (Tel Aviv-Jaffa, Israel, 19 de gener de 1973) és un director de cinema israelià.

## Biografia
Yaron Shani va estudiar cinema a la Universitat de Tel Aviv on va dirigir la seva pel·lícula de graduació, Disphoria, l'any 2004. La pel·lícula va guanyar un premi al festival de cinema estudiantil Sehsuchten a Potsdam.
Ja l'any 1998, Shani va tenir la idea d'un thriller multi-perspectiva sobre gàngsters i agents de policia que es troben a diversos nivells i viuen al seu propi món. Va conèixer Scandar Copti amb qui, a partir del 2002, va desenvolupar la idea del guió. La pel·lícula que es va estrenar el 2009 sota el títol Ajami. Ajami va rebre bones crítiques nacionals i internacionals i va guanyar diversos premis cinematogràfics. Després de rebre el Premi Ofir a la millor pel·lícula, està automàticament nominada a l'Oscar a la millor pel·lícula de parla no anglesa i es trobava entre els cinc nomenats.

## Filmografia parcial
- 2003 : Disphoria
- 2009 : Ajami
- 2013 : Life Sentences
- 2018 : Love Trilogy: Stripped[3]
- 2019 : Love Trilogy: Chained[4]
- 2020 : Beloved[5]

## Premis
- Premis Oscar de 2009 : nominació à l'Oscar a la millor pel·lícula de parla no anglesa per Ajami
- 2009 : Premis Ofir :
  - millor pel·lícula per Ajami
  - millor director per Ajami
  - millor edició per a Ajami
- 2009: Trofeu Sutherland
- 2019: Festival Internacional de Cinema de Jerusalem: Premi Haggiag al millor llargmetratge israelià per Chained
- XXX edició de la Mostra de València
  - Palmera de Plata i premi al millor director.[6]